# Корольчук, Виктор Андреевич
Виктор Андреевич Корольчук (укр. Віктор Андрійович Корольчук; 29 апреля 1933, Брест-над-Бугом, Полесское воеводство — 30 сентября 2015, Киев) — советский и украинский живописец, народный художник Украины (2004).

## Биография
Виктор Андреевич Корольчук родился 29 апреля 1933 года в городе Брест в Белоруссии.
Поступил в Ростовское художественное училище имени М. Б. Грекова и в 1961 году стал его выпускником. Его преподавателями были А. Ф. Мартиросов и А. М. Черных.
Окончив учёбу, Виктор Корольчук уехал в Днепропетровск.
С 1961 года — член Криворожского городского отделения товарищества художников УССР. Начиная с 1962 года он становится постоянным участником городских, всесоюзных, республиканских выставок. Его работы выставляются за границей. В 1966 году стал членом Союза художников УССР.
В 1979 году ему было присвоено звание «Заслуженного художника Украинской ССР», а в 2004 году он стал Народным художником Украины.
В 1979 году в Днепропетровске состоялась его персональная выставка, ещё одна была открыта в Киеве в 1985 году.
В 2010 году состоялось издание альбома «Избранные произведения народного художника Украины Виктора Корольчука». В 2014 году был издан альбом живописи «Корольчук. Реализм художественный».
Виктор Корольчук участвовал в работе творческих групп в Сиднее и Гурзуфе, на Академической Даче в Тверской области. Сотрудничал с художниками А. П. Ткачовым, С. П. Ткачовым, Ю. П. Кугачем.
Жена — художница Евдокия Захаровна Корольчук. Сын — живописец Сергей Викторович Корольчук.
Виктор Корольчук умер 30 сентября 2015 году.

## Творческая деятельность
Занимался станковой живописью, рисовал пейзажи и натюрморты.
В Кривом Роге принимал участие в художественном оформлении центрального автовокзала, дворца культуры рудоуправления имени В. И. Ленина, стелы освободителям Кривого Рога. Был членом художественного совета города, освещал строительство доменной печи № 9.

### Произведения
- «Крепости живёт» (1964);
- «Память» (1968);
- «Тревожный день» (1976);
- «Брестская крепость» (1976);
- «Белые хризантемы» (1978);
- «Облака плывут» (1979);
- «Народная память» (1979);
- «Натюрморт с персиками» (1980);
- «Зима» (1982);
- «Весна в горах» (1982);
- «На Днепре» (1984);
- «В Абрамцево» (1984);
- «Весенний воздух» (1987);
- «Пробуждение» (1988);
- «На родине Т. Шевченко» (1992);
- «Полесье» (1994);
- «Весной»(1996);
- «Март» (1996);
- «Море» (2000);
- «Лето» (2001);
- «Май» (2002);
- «Таяние снегов» (2003);
- «Ледоход» (2004);
- «Мажор весны» (2006);
- «Ивы» (2007)[3].